# Ото IV фон Кирхберг
Ото IV (I) фон Кирхберг (на немски: Otto IV (I) von Kirchberg; † сл. 21 март 1308) е бургграф на Кирхберг в Грайфенберг, Тюрингия.

## Произход
Той е син на бургграф Дитрих IV фон Капелендорф († 1267) и съпругата му София фон Лобдебург († сл. 1273), дъщеря на Хартман фон Лобдебург-Елстерберг († сл. 1237) и Кристина фон Майсен († сл. 1251), дъщеря на маркграф Албрехт I Горди фон Майсен (1158 – 1195) и принцеса София от Бохемия († 1195). Правнук е на Дитрих I фон Кирхберг († сл. 1174). Брат е на неженения бургграф Дитрих II фон Кирхберг († 8 април 1268).

## Фамилия
Първи брак: с неизвестна по име жена († пр. 31 декември 1282) и има с нея шест сина:
- Дитрих III бургграф на Кирхберг († 1311)
- Ото II (V) бургграф на Кирхберг във Виндберг († 1330), женен 1323 г. за Агнес фон Шварцбург († сл. 6 януари 1331), дъщеря на граф Хайнрих VI фон Шварцбург († 1293) и Ода фон Кверфурт († 1346)
- Албрехт фон Кирхберг († сл. 1364), бургграф на Кирхберг в Грайфенберг-Дорнбург, господар на Випра, женен пр. 12 юли 1348 г. за Елизабет фон Орламюнде (* ок. 1320; † сл. 30 август 1372), дъщеря на граф Хайнрих III фон Орламюнде († 1354) и графиня Ирмгард фон Шварцбург-Бланкенбург († 1354)
- Хартман I бургграф на Кирхберг в Капелендорф († 1359), женен за Юта фон Кверфурт?
- Хайнрих фон Кирхберг, 1308 епископ на Вирих ?
- Херман фон Кирхберг († сл. 11 февруари 1308 или 1343)

Втори брак: със София († сл. 1305). Бракът е бездетен.